# Небра (Унструт)
Небра (нім. Nebra) — місто в Німеччині, розташоване в землі Саксонія-Ангальт. Входить до складу району Бургенланд. Складова частина об'єднання громад Унструтталь.
Площа — 25,42 км2. Населення становить 2980 ос. (станом на 31 грудня 2021).
У Небрі був знайдений відомий археологічний артефакт бл. XVII ст. до н. е. — Небесний диск із Небри.

## Галерея

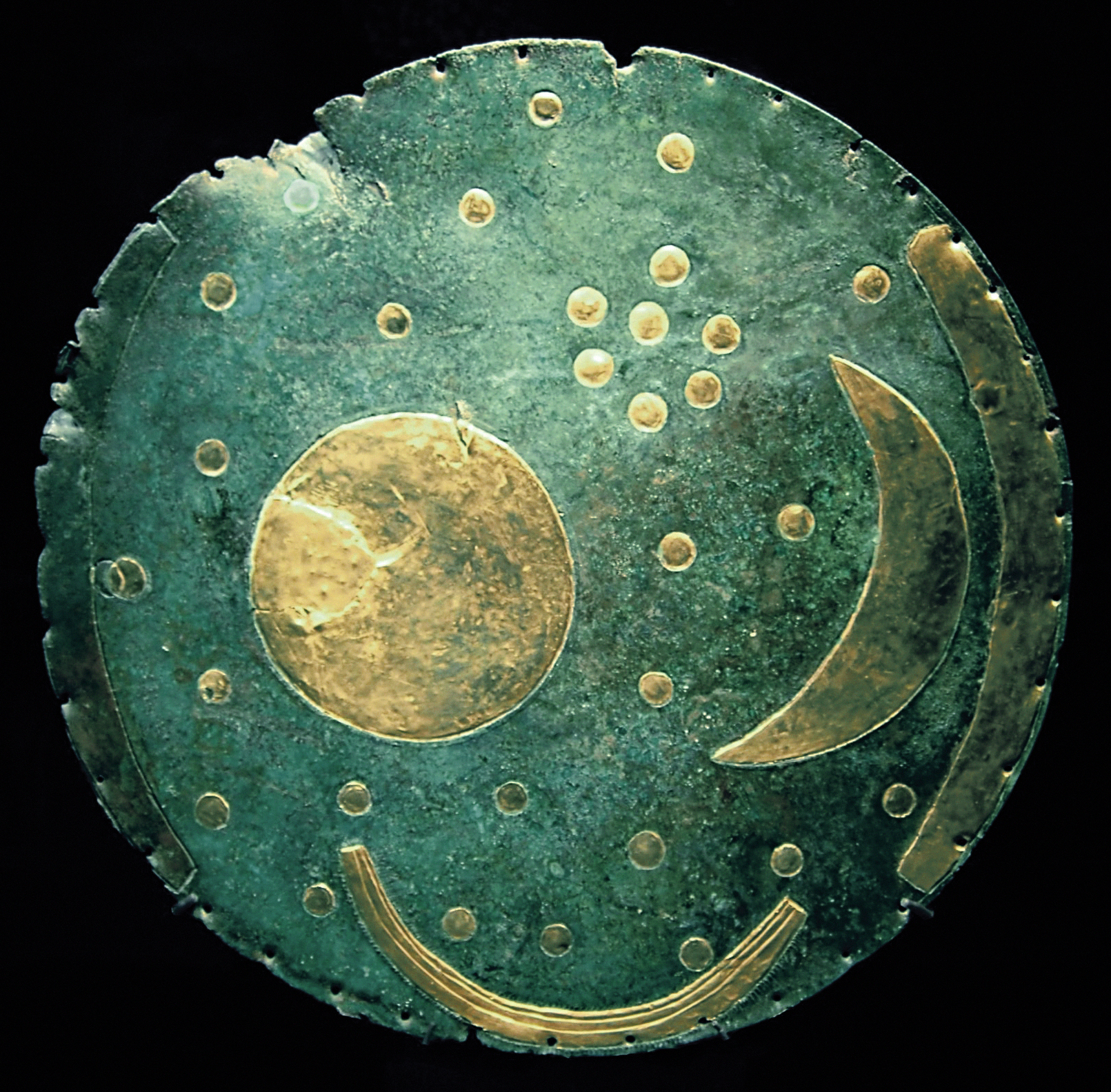
Небесний диск із Небри
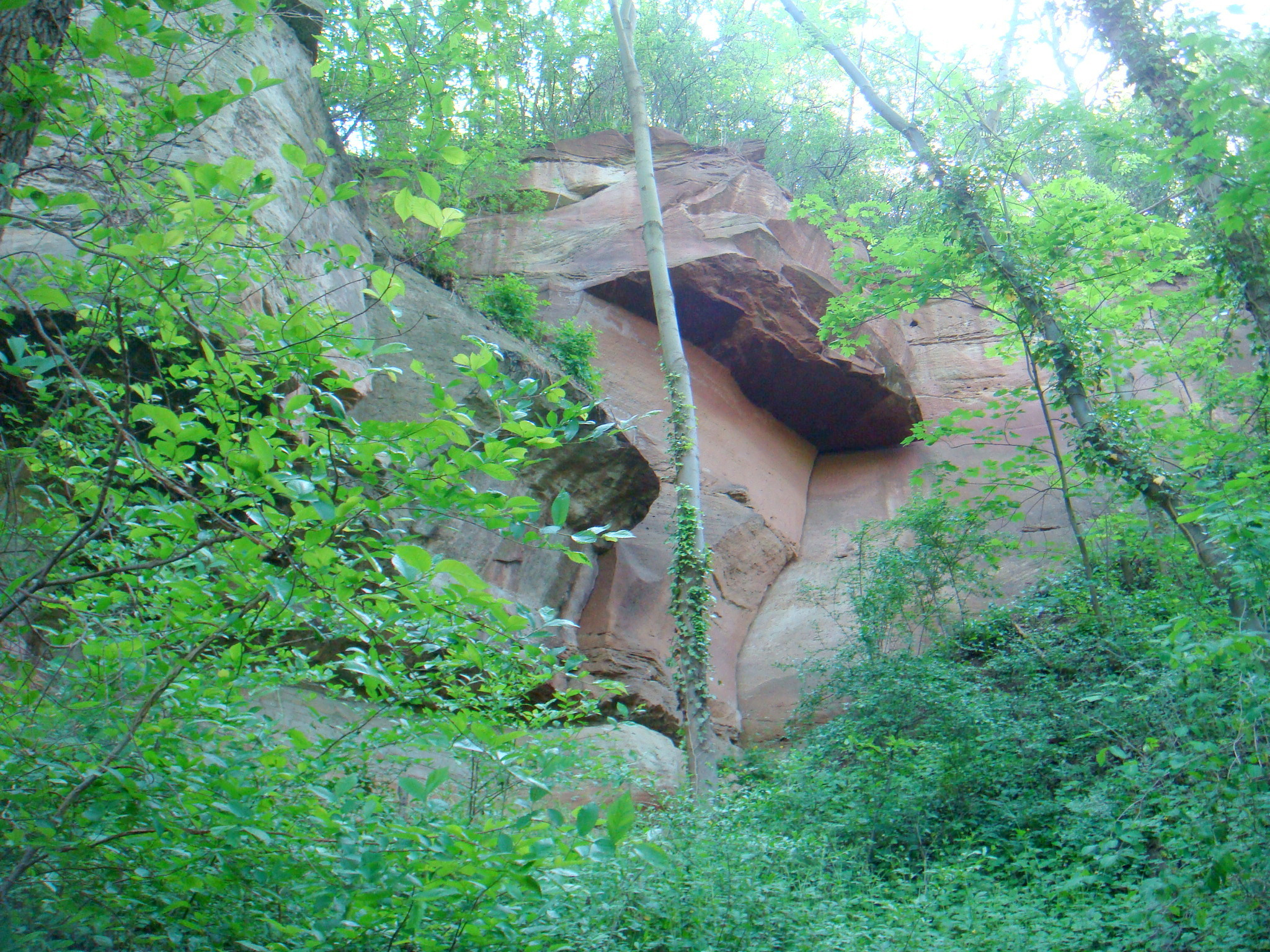
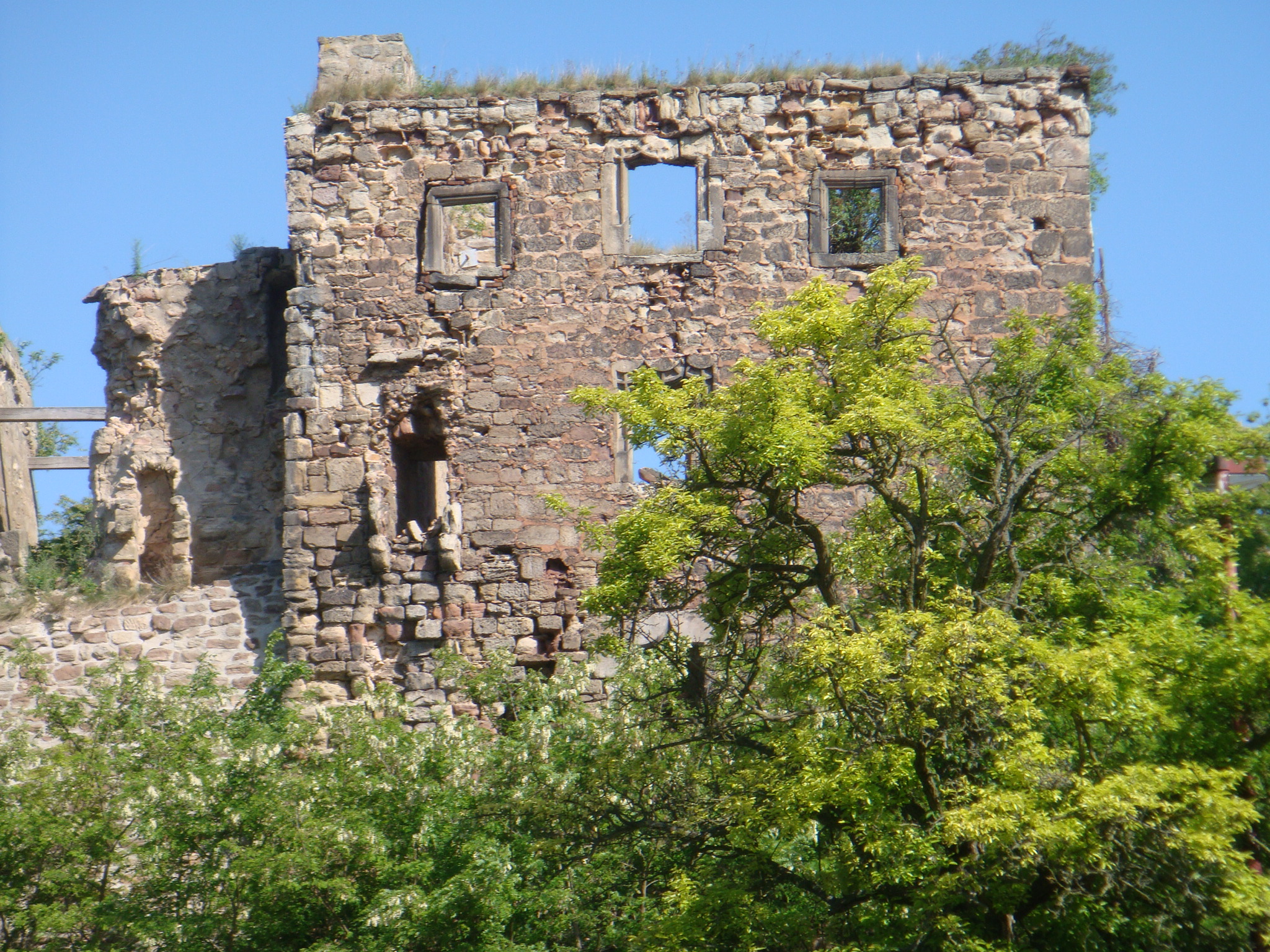
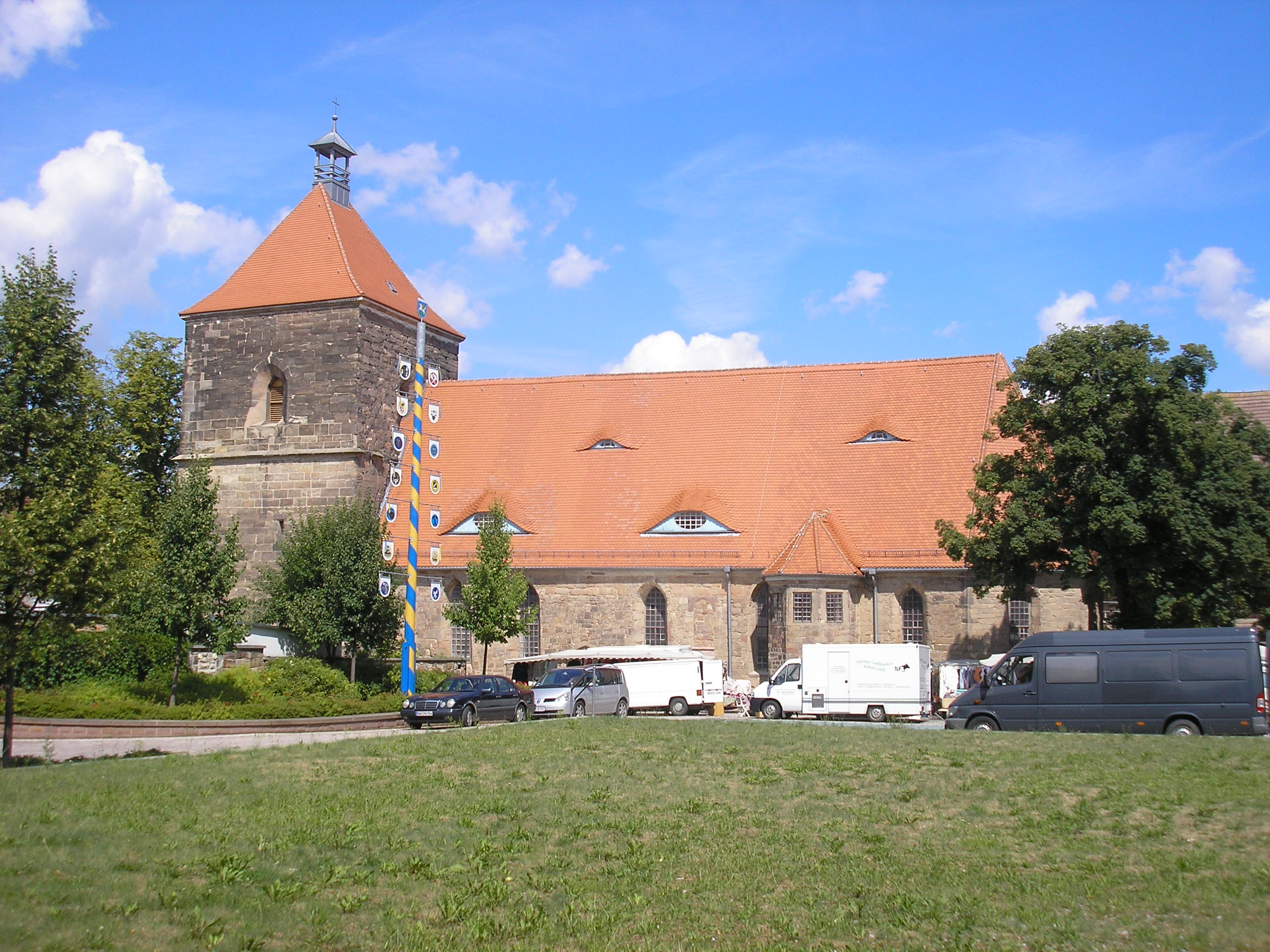
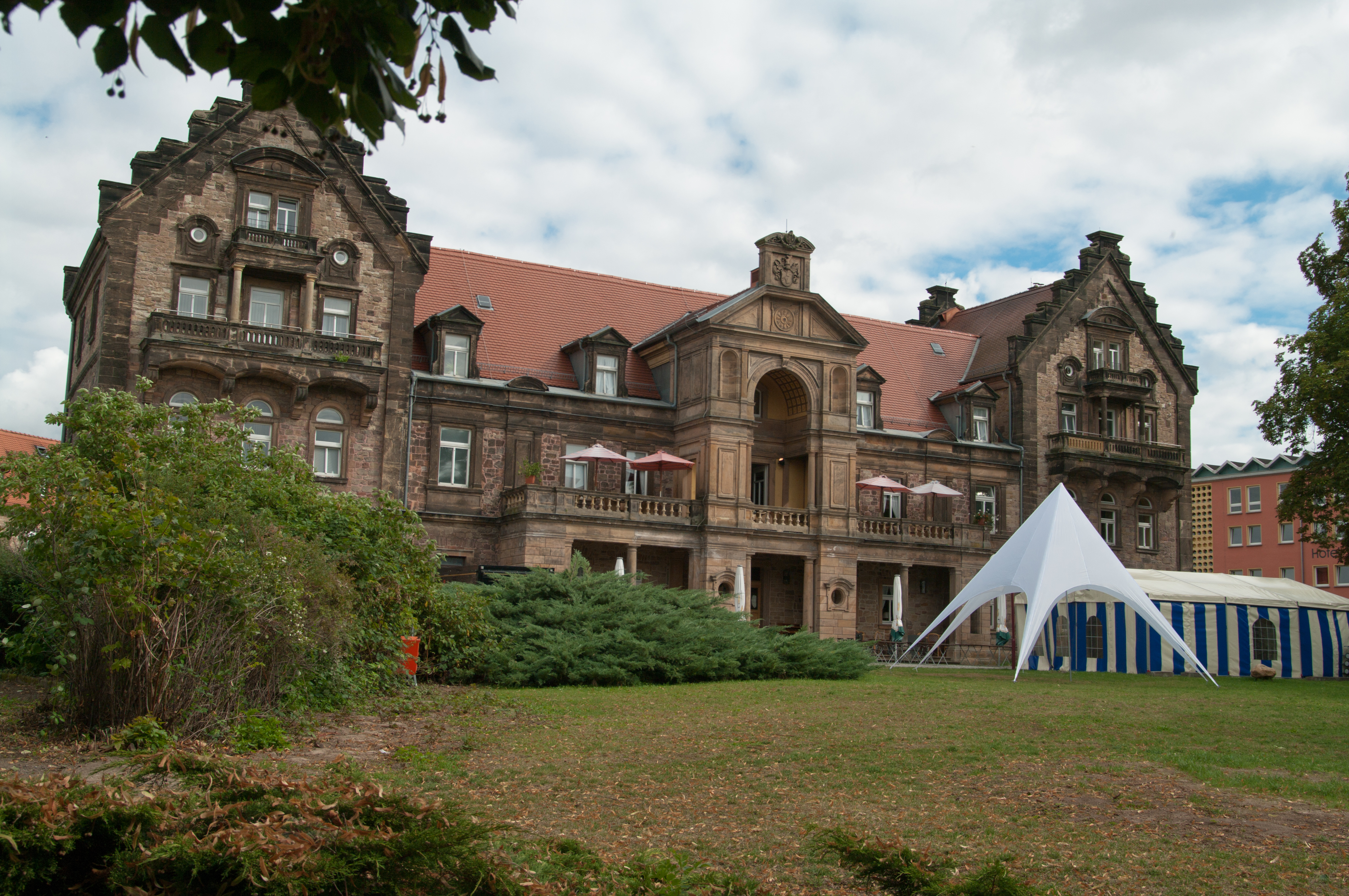